# شهرک نبوت
شهرک نبوت، روستایی از توابع بخش مرکزی شهرستان ایوان در استان ایلام ایران است.

## جمعیت
این روستا در دهستان نبوت قرار دارد و براساس سرشماری مرکز آمار ایران در سال ۱۳۹۷، جمعیت آن ۳۱۲۱ نفر (۴۲۳خانوار) بوده‌است.